# 올적합
올적합(兀狄哈, 우디케)는 여진의 종족 집단 중 하나로, 청실록 태조고황제실록(太祖高皇帝實錄)에 따르면 올적합은 야인여진의 3부족 중 하나인 악집부(渥集部) 가운데 속하며 와집부(窩集部)라고 부르기도 한다. 조선은 여진족을 올량합(兀良哈), 알타리(斡朶里), 올적합(兀狄哈) 제종, 토착 여진족으로 나누었다.
조선 기록에서는 다양한 부족이 올적합의 일파로 나타나며 홀라온(忽剌溫) 또는 화라온(火刺溫), 혐진(嫌眞), 골간(骨看), 니마차(尼麻車), 오을미차(亐乙未車), 이을구차(伊乙仇車), 오을구차(亐乙仇車), 도골(都骨), 남눌(南訥), 사차(沙車) 등이 있었다. 이들은 두만강 유역에 주로 거주하며 주변의 올량합(兀良哈), 알타리(斡朶里) 등과 적대하였다. 조선 초에 내조(來朝)하거나 귀순하여 정착하기도 하고 약탈과 충돌을 겪기도 하였다.